# SSV Bad Hönningen
Der SSV Bad Hönningen ist ein deutscher Sportverein mit Sitz im rheinland-pfälzischen Bad Hönningen im Landkreis Neuwied.

## Geschichte

### Zeit vor dem Zweiten Weltkrieg
Der Verein wurde im Jahr 1920 gegründet. Zu dieser Zeit besaß der Verein auch eine Leichtathletik-Abteilung. Die Fußball-Mannschaft erreichte dabei bereits im Januar 1933 erstmals die Vorendrunde zum Mittelrhein-Pokal. Bis zur Mitte des Jahres 1933, konnte dabei auch die Bezirksklasse gehalten werden.

### Zeit in höheren Amateurligen
Der Verein übernahm im Jahr 1950 den Beinamen Bad, welchen die Stadt in diesem Jahr ebenfalls verliehen bekam. Ebenfalls nahm die Mannschaft in der Saison 1950/51 als Aufsteiger an der Landesliga Rheinland teil und landete dort am Ende der Saison mit 28:32 Punkten auf dem neunten Platz der Staffel Nord. Eine weitere Saison konnte die Mannschaft dann noch halten. Zur Saison 1952/53 ging es dann aber, bedingt durch einen Umbruch innerhalb der Mannschaft, wieder runter in die 2. Amateurliga. Nach dieser Saison ging es sogar zur nächsten Saison wieder hinunter in die Kreisklasse. In der Saison 1955/56 spielte die Mannschaft dann bereits wieder in der 2. Amateurliga innerhalb der Staffel Koblenz-Nord. Nach der Saison 1957/58 wurde die Mannschaft dann Meister seiner Gruppe und bestritt eine Aufstiegsrunde gegen die Sieger der Staffeln Koblenz-Süd (Diez) und Koblenz-West (Woppenroth) um die zwei zu vergebenen Plätze in der 1. Amateurliga. Aus dieser Runde konnte dann die Mannschaft als auch Diez erfolgreich herausgehen.
Somit stieg der Verein dann zur Saison 1958/59 aus der 2. Amateurliga in die Amateurliga Rheinland auf. Dort landete die Mannschaft dann mit 20:28 Punkten auf dem neunten Platz innerhalb der Staffel Ost. Mit 23:29 Punkten konnte diese Platzierung dann in der darauf folgenden Saison erneut belegt werden. Nach der Saison 1960/61 konnte sich die Mannschaft dann sogar noch auf den sechsten Platz mit 23:25 Punkten verbessern. Bereits in der nächsten Saison ging es aber wieder einige Positionen auf der Tabelle nach unten und mit dem 11. Platz und 19:29 Punkten konnte knapp der Abstieg verhindert werden. Der Abstieg sollte dann aber bereits in der darauf folgenden Saison kommen. Dadurch, dass die Liga wieder eingleisig wurde, reichte der siebte Platz für den Verein nur ganz knapp nicht um die Liga zu halten. Dadurch stieg die Mannschaft dann wieder in die 2. Amateurliga ab.
Von da an wechselte die Mannschaft immer wieder zwischen der Staffel Ost und West. Durch den Abgang einiger starker Spieler, wurde die Mannschaft allerdings schwächer und musste nach der Saison 1968/69 den Abstieg in die A-Klasse hinnehmen. Eine Saison später folgte dann auch ein weiterer Abstieg in die Kreisklasse. Durch das Rheinhochwasser 1970 konnte dann bis zum März 1971 kein Spiel mehr auf dem eigenen Platz ausgetragen werden.

### Neufang in den untersten Ligen
Nachdem einige Zeit lang nur noch Jugendmannschaft am Spielbetrieb teilgenommen hatten. Trat zur Saison 2007/08 erstmals wieder eine Herren-Mannschaft in der Kreisliga D an und konnte über den zweiten Platz der Tabelle auch sofort aufsteigen. Nach der darauffolgenden Saison stand am Ende, mit nur einem Punkt Abstand auf den rettenden 12. Platz, aber auch der Abstieg aus der Kreisliga C wieder an. Diese Saison 2009/10 schloss der Verein dann mit 16. Punkten am Ende auf dem allerletzten Platz der Tabelle ab. Da dies die niedrigste Liga schon war, stieg der Verein nicht ab. Am Ende der Saison 2010/11 war dann zumindest mit 13 Punkten der neunte und damit vorletzte Platz drin. Zur nächsten Saison wurde die Mannschaft dann in die höher gelegene Kreisklasse C gesetzt. Dort konnte mit 19 Punkten am Ende der Saison der 10. Platz erreicht werden, was für den Klassenerhalt reichen sollte. Trotzdem wurde der Verein dann zur nächsten Saison wieder in die Kreisliga D versetzt, aus der die Mannschaft aber als Meister mit 52 Punkten am Ende der Saison wieder aufsteigen konnte.
Die Saison 2013/14 in der Kreisliga C konnte dann auf dem achten Platz locker gehalten werden. Am Ende der Saison 2015/16 stand die Mannschaft dann wieder kurz vor dem Abstieg. Der 12. Platz berechtigte jedoch zur Teilnahme an einer Relegationsrunde um die weitere Teilnahme an der Kreisliga C. Aus dieser Runde konnte Bad Hönningen als erster herausgehen und damit die Liga halten. Mit 63 Punkten schloss das Team die Saison 2016/17 dann auf dem zweiten Platz ab. Was wiederum zur Teilnahme an einer Relegationsrunde berechtigte. Aus der vier Mannschaften fassenden Runde um den Aufstieg in die Kreisliga B ging der Verein dann mit 4 Punkten als zweiter heraus, was für den Aufstieg jedoch reichen sollte. Die erste Saison in der Kreisliga B endete mit 15 Punkten auf dem 13. Platz der Tabelle. Somit musste die Mannschaft ein weiteres Mal an einer Relegationsrunde teilnehmen. Die besten drei Mannschaften aus den vier Teilnehmer umfassenden Runde konnten aufsteigen bzw. den Klassenerhalt behalten. Bad Hönningen erreichte diese Bedingung mit 4 Punkten über den dritten Tabellenplatz. Mit nur sieben Punkten und dem 14. Platz auf der Tabelle musste die Mannschaft dann am Ende der Saison 2018/19 dann trotzdem wieder in die Kreisliga C absteigen. Somit spielt der Verein seit der Saison 2019/20 in dieser Liga.

## Links
- Website des Vereins (zurzeit offline)